# Fußball-Weltmeisterschaft 1966/Deutschland

Logo der Fußball-WM 1966
Logo des deutschen Verbandes DFB

Dieser Artikel behandelt die deutsche Nationalmannschaft bei ihrer Teilnahme an der Fußball-Weltmeisterschaft 1966.

## Qualifikation
Deutschland spielte in der Qualifikation gegen Schweden und Zypern. Nachdem die deutsche Elf ihr erstes Spiel zu Hause gegen Schweden nur 1:1 gespielt hatte, schien die Qualifikation in Gefahr. Rudolf Brunnenmeier von TSV 1860 München hatte die deutsche Mannschaft zwar in Führung gebracht, doch konnte der Italien-Profi Kurt Hamrin (noch bekannt von der Fußball-Weltmeisterschaft 1958 in Schweden) kurz vor Schluss den Ausgleich für Schweden besorgen. Damit sollte die Entscheidung im Rückspiel am 26. September 1965 in Stockholm fallen. Bei diesem Spiel machte Franz Beckenbauer vom Bundesliga-Aufsteiger FC Bayern München sein erstes Länderspiel. Die Schweden gingen durch Torbjörn Jonsson in der 44. Minute in Führung, doch konnte Werner Krämer im Gegenzug bereits ausgleichen. Uwe Seeler erzielte in der 54. Minute den 2:1-Siegtreffer für die deutsche Mannschaft und sorgte damit für die Vorentscheidung für die Qualifikation.
| 4. November 1964, West Berlin Olympiastadion Berlin | BR Deutschland | - | Schweden       | 1:1 (1:0) | Brunnenmeier 24., Hamrin 86.                                                        |
| 24. April 1965, Karlsruhe Wildparkstadion           | BR Deutschland | - | Zypern         | 5:0 (3:0) | Overath 22., 85., Sieloff 16., 35., Strehl 69.                                      |
| 26. September 1965, Stockholm Råsundastadion        | Schweden       | - | BR Deutschland | 1:2 (1:1) | Jónsson 44., Krämer 45., Seeler 54.                                                 |
| 14. November 1965, Nikosia GSP-Stadion              | Zypern         | - | BR Deutschland | 0:6 (0:2) | Heiß 30., Krämer 32., Szymaniak 57., Brunnenmeier 82., 88., Eigentor Panayiotou 87. |

## Aufgebot
| Nummer / Name | Nummer / Name                | Verein              | Geburtstag | Länderspiele/Tore (a) | Sp.      | Tor      | Rot      |
| Torhüter      | Torhüter                     | Torhüter            | Torhüter   | Torhüter              | Torhüter | Torhüter | Torhüter |
| ------------- | ---------------------------- | ------------------- | ---------- | --------------------- | -------- | -------- | -------- |
| 21            | Günter Bernard               | Werder Bremen       | 04.11.1939 | 04 (00)               | 0        | 0        | 0        |
| 22            | Sepp Maier                   | FC Bayern München   | 28.02.1944 | 01 (00)               | 0        | 0        | 0        |
| 1             | Hans Tilkowski               | Borussia Dortmund   | 12.07.1935 | 38 (00)               | 6        | 0        | 0        |
| Abwehr        |                              |                     |            |                       |          |          |          |
| 2             | Horst-Dieter Höttges         | Werder Bremen       | 10.09.1943 | 13 (00)               | 5        | 0        | 0        |
| 14            | Friedel Lutz                 | Eintracht Frankfurt | 21.01.1939 | 11 (00)               | 1        | 0        | 0        |
| 15            | Bernd Patzke                 | TSV 1860 München    | 14.03.1943 | 02 (00)               | 0        | 0        | 0        |
| 17            | Wolfgang Paul                | Borussia Dortmund   | 25.01.1940 | 00 (00)               | 0        | 0        | 0        |
| 3             | Karl-Heinz Schnellinger      | AC Mailand          | 31.03.1939 | 31 (00)               | 6        | 0        | 0        |
| 5             | Willi Schulz                 | Hamburger SV        | 04.10.1938 | 31 (00)               | 6        | 0        | 0        |
| 18            | Klaus-Dieter Sieloff         | VfB Stuttgart       | 27.02.1942 | 08 (04)               | 0        | 0        | 0        |
| 6             | Wolfgang Weber               | 1. FC Köln          | 26.06.1944 | 12 (00)               | 6        | 1        | 0        |
| Mittelfeld    |                              |                     |            |                       |          |          |          |
| 4             | Franz Beckenbauer            | FC Bayern München   | 11.09.1945 | 08 (03)               | 6        | 4        | 0        |
| 7             | Albert Brülls                | Brescia Calcio      | 26.03.1937 | 23 (09)               | 2        | 0        | 0        |
| 8             | Helmut Haller                | FC Bologna          | 21.07.1939 | 22 (05)               | 5        | 6        | 0        |
| 16            | Max Lorenz                   | Werder Bremen       | 19.08.1939 | 07 (00)               | 0        | 0        | 0        |
| 12            | Wolfgang Overath             | 1. FC Köln          | 29.09.1943 | 16 (06)               | 6        | 0        | 0        |
| Angriff       |                              |                     |            |                       |          |          |          |
| 11            | Lothar Emmerich              | Borussia Dortmund   | 29.11.1941 | 01 (01)               | 4        | 1        | 0        |
| 20            | Jürgen Grabowski             | Eintracht Frankfurt | 07.07.1944 | 03 (00)               | 0        | 0        | 0        |
| 10            | Sigfried Held                | Borussia Dortmund   | 07.08.1942 | 04 (00)               | 6        | 1        | 0        |
| 13            | Heinz Hornig                 | 1. FC Köln          | 28.09.1937 | 07 (00)               | 0        | 0        | 0        |
| 19            | Werner Krämer                | Meidericher SV      | 23.01.1940 | 11 (03)               | 1        | 0        | 0        |
| 9             | Uwe Seeler                   | Hamburger SV        | 05.11.1936 | 48 (34)               | 6        | 2        | 0        |
| Trainer       |                              |                     |            |                       |          |          |          |
|               | Helmut Schön (Bundestrainer) |                     | 15.09.1915 |                       |          |          |          |

## Spiele von Deutschland

### Vorrunde (Gruppe B)
BR Deutschland – Schweiz 5:0 (3:0)
- 12. Juli 1966, 19:30 Uhr in Sheffield (Hillsborough Stadium)
- BR Deutschland: Tilkowski – Höttges, Schulz, Weber, Schnellinger – Haller, Beckenbauer, Overath – Brülls, Seeler , Held
- Schweiz: Elsener – Grobéty, Schneiter , Tacchella, Fuhrer – Bäni, Dürr, Odermatt – Hosp, Künzli, Schindelholz
- Tore: 1:0 Held (15.), 2:0 Haller (21.), 3:0 und 4:0 Beckenbauer (40., 52.), 5:0 Haller (77., FE)
- Schiedsrichter: Phillips (Schottland)
- Zuschauer: 36.127

Argentinien – BR Deutschland 0:0
- 16. Juli 1966, 15:00 Uhr in Birmingham (Villa Park)
- Argentinien: Roma – Ferreiro, Perfumo, Albrecht, Marzolini – Solari, Rattín , González – Onega, Artime, Más
- BR Deutschland: Tilkowski – Höttges, Schulz, Weber, Schnellinger – Haller, Beckenbauer, Overath – Brülls, Seeler , Held
- Tore: keine
- Schiedsrichter: Zečević (Jugoslawien)
- Platzverweis: José Albrecht (65., Foulspiel)
- Zuschauer: 46.587

BR Deutschland – Spanien 2:1 (1:1)
- 20. Juli 1966, 19:30 Uhr in Birmingham (Villa Park)
- BR Deutschland: Tilkowski – Höttges, Schulz, Weber, Schnellinger – Krämer, Beckenbauer, Overath – Held, Seeler , Emmerich
- Spanien: Iribar – Sanchís, Gallego, Zoco , Reija – Glaría, Fusté – Amancio, Adelardo, Marcelino, Lapetra
- Tore: 0:1 Fusté (23.); 1:1 Emmerich (39.), 2:1 Seeler (83.)
- Schiedsrichter: Marques (Brasilien)
- Zuschauer: 45.187

### Viertelfinale
BR Deutschland – Uruguay 4:0 (1:0)
- 23. Juli 1966, 15:00 Uhr in Sheffield (Hillsborough Stadium)
- BR Deutschland: Tilkowski – Höttges, Schulz, Weber, Schnellinger – Haller, Beckenbauer, Overath – Held, Seeler , Emmerich
- Uruguay: Mazurkiewicz – Urbina, Troche , Manicera, Caetano – Salvá, Goncálves, Silva – Cortés, Rocha, Pérez
- Tore: 1:0 Haller (11.), 2:0 Beckenbauer (71.), 3:0 Seeler (76.), 4:0 Haller (84.)
- Schiedsrichter: Finney (England)
- Platzverweise: Horacio Troche (49., Tätlichkeit), Héctor Silva (54., Foulspiel)
- Zuschauer: 33.751

### Halbfinale
BR Deutschland – Sowjetunion 2:1 (1:0)
- 25. Juli 1966, 19:30 Uhr in Liverpool (Goodison Park)
- BR Deutschland: Tilkowski – Lutz, Schulz, Weber, Schnellinger – Haller, Beckenbauer, Overath – Held, Seeler , Emmerich
- Sowjetunion: Jaschin – Ponomarew, Schesternjew , Voronin, Danilow – Szabo, Chussainow – Tschislenko, Banischewski, Malafejew, Porkujan
- Tore: 1:0 Haller (43.), 2:0 Beckenbauer (68.); 2:1 Porkujan (88.)
- Schiedsrichter: Lo Bello (Italien)
- Platzverweis: Igor Tschislenko (44., Nachtreten)
- Zuschauer: 43.921

### Finale
England – BR Deutschland 4:2 n. V. (2:2, 1:1)
- 30. Juli 1966, 15:00 Uhr in London (Wembley-Stadion)
- England: Banks – Cohen, J. Charlton, Moore , Wilson – Stiles, B. Charlton, Peters – Ball, Hurst, Hunt
- BR Deutschland: Tilkowski – Höttges, Schulz, Weber, Schnellinger – Haller, Beckenbauer, Overath – Held, Seeler , Emmerich
- Tore: 0:1 Haller (12.); 1:1 Hurst (18.), 2:1 Peters (78.); 2:2 Weber (90.); 3:2 Hurst (101.), 4:2 Hurst (120.)
- Schiedsrichter: Dienst (Schweiz)
- Zuschauer: 96.924